# Gajac
Gajac falu Horvátországban, Lika-Zengg megyében. Közigazgatásilag Novaljához tartozik.

## Fekvése
A Pag-sziget északnyugati részén Novaljától 3 km-re délre, a sziget nyugati partján fekszik.

## Története
Turistatelep, amely Kolan és Novalja lakatlan részén fejlődött ki. Az 1980-as években, tervek alapján teljes infrastruktúrával épült fel az apartmanházak alkotta utcákból. 1991-óta számít önálló településnek. 2001-ben területét felosztották Novalja község és a Zára megyéhez tartozó Pag község között. 2011-ben 84 lakosa volt, akik a turizmusból éltek. A turistaszezonban a népszerű üdülőtelep népessége eléri a tízezret is.

## Lakosság
| Lakosság változása | Lakosság változása | Lakosság változása | Lakosság változása | Lakosság változása | Lakosság változása | Lakosság változása | Lakosság változása | Lakosság változása | Lakosság változása | Lakosság változása | Lakosság változása | Lakosság változása | Lakosság változása | Lakosság változása | Lakosság változása |
| ------------------ | ------------------ | ------------------ | ------------------ | ------------------ | ------------------ | ------------------ | ------------------ | ------------------ | ------------------ | ------------------ | ------------------ | ------------------ | ------------------ | ------------------ | ------------------ |
| 1857               | 1869               | 1880               | 1890               | 1900               | 1910               | 1921               | 1931               | 1948               | 1953               | 1961               | 1971               | 1981               | 1991               | 2001               | 2011               |
| 0                  | 0                  | 0                  | 0                  | 0                  | 0                  | 0                  | 0                  | 0                  | 0                  | 0                  | 0                  | 0                  | 5                  | 56                 | 84                 |

## Nevezetességei
A Novalja és Kolan közötti összekötő út közelében áll a Szűz Mária (Stomorica) tiszteletére szentelt templom romja. Keletelt tájolású, egyhajós épület, a hajónál valamivel szűkebb félköríves apszissal. Méretei:  6,20 x 5 méter. A hosszanti falak és a hátsó fal szinte teljesen megmaradt, míg a homlokfalon az ajtónyílást keretező kőgerendák eltávolítása miatt jelentős károk keletkeztek. A fal többi része a háromszögű oromzattal együtt beomlott. A levéltári adatok szerint ezt az épületet először 1386-ban említik, amikor a Sprehić család, majd később a Paladinić család kegyuraságába tartozott. A 15. századi pagi kataszterből ismeretes, hogy kolegiális templom volt. A 17. század elején bontották le. A Pag szigetén a 14. és 15. században épült templomok csoportjába tartozik, melyeken még mindig jelen vannak a kiforrott román stílus jegyei, a korai gótikus stílusjegyek jelenlétével.